# Ried, Aichach-Friedberg
Ried là một đô thị ở huyện Aichach-Friedberg bang Bayern nước Đức. Đô thị Ried, Aichach-Friedberg có diện tích 29,21 km², dân số thời điểm ngày 31 tháng 12 năm 2006 là 2935 người.